# Gösta Salén
Gösta Antenor Salén (ur. 4 stycznia 1922 w Sztokholmie, zm. między 4 a 11 lutego 2002 tamże) – szwedzki żeglarz, olimpijczyk, zdobywca brązowego medalu w regatach na Letnich Igrzyskach Olimpijskich w 1948 roku w Londynie.
Na Letnich Igrzyskach Olimpijskich 1948 zdobył brąz w żeglarskiej klasie 6 metrów. Załogę jachtu Ali-Baba II tworzyli również Torsten Lord, Karl-Robert Ameln, Tore Holm i Martin Hindorff.